# Klaas van Nek

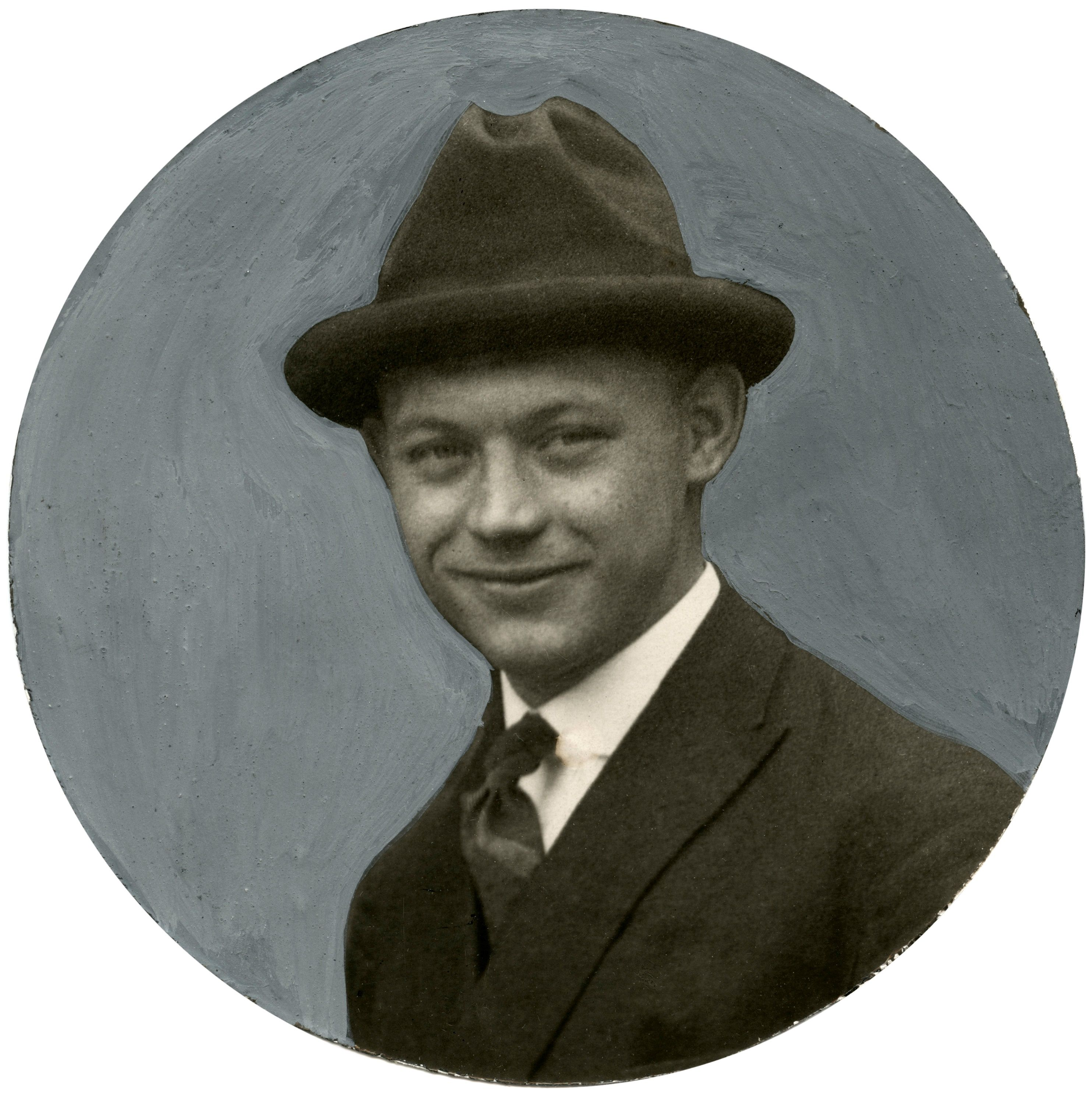
Klaas van Nek

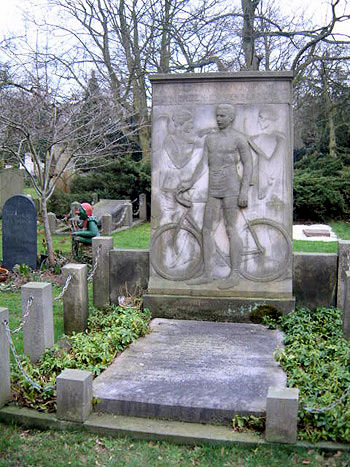
Das Grab von Piet und Klaas van Nek jr. auf einem Friedhof in Amsterdam

Klaas van Nek (* 1. März 1899 in Nieuwendam; † 1. Januar 1986 in Utrecht) war ein niederländischer Radrennfahrer.
1916 wurde Klaas van Nek zweifacher niederländischer Meister im Straßenrennen, und zwar bei den Amateuren als auch bei der Elite. Zehn Jahre später wurde er erneut niederländischer Straßenmeister. 1924 errang er den nationalen Meistertitel im Sprint auf der Bahn. Er startete bei 24 Sechstagerennen und gewann 1926 das von Brüssel gemeinsam mit Piet van Kempen.
Auch Klaas van Neks vier Jahre älterer Bruder Piet war Rennfahrer. Er stürzte 1914 bei einem Steherrennen in Leipzig zu Tode. Van Neks gleichnamiger Neffe Klaas van Nek jr., ebenfalls Rennfahrer, starb zusammen mit zwei Beifahrern 1934 bei einem Zusammenstoß seines Autos mit einer Dampfstraßenbahn. Erst im  Jahr zuvor hatte er bei einem Sturz auf der Radrennbahn von Amsterdam lebensgefährliche Verletzungen erlitten.